# Jacopo Zanguidi
Jacopo Zanguidi detto il Bertoja (Parma, 25 luglio 1544 – Parma, 1574) è stato un pittore italiano, del tardo Rinascimento e del Manierismo.

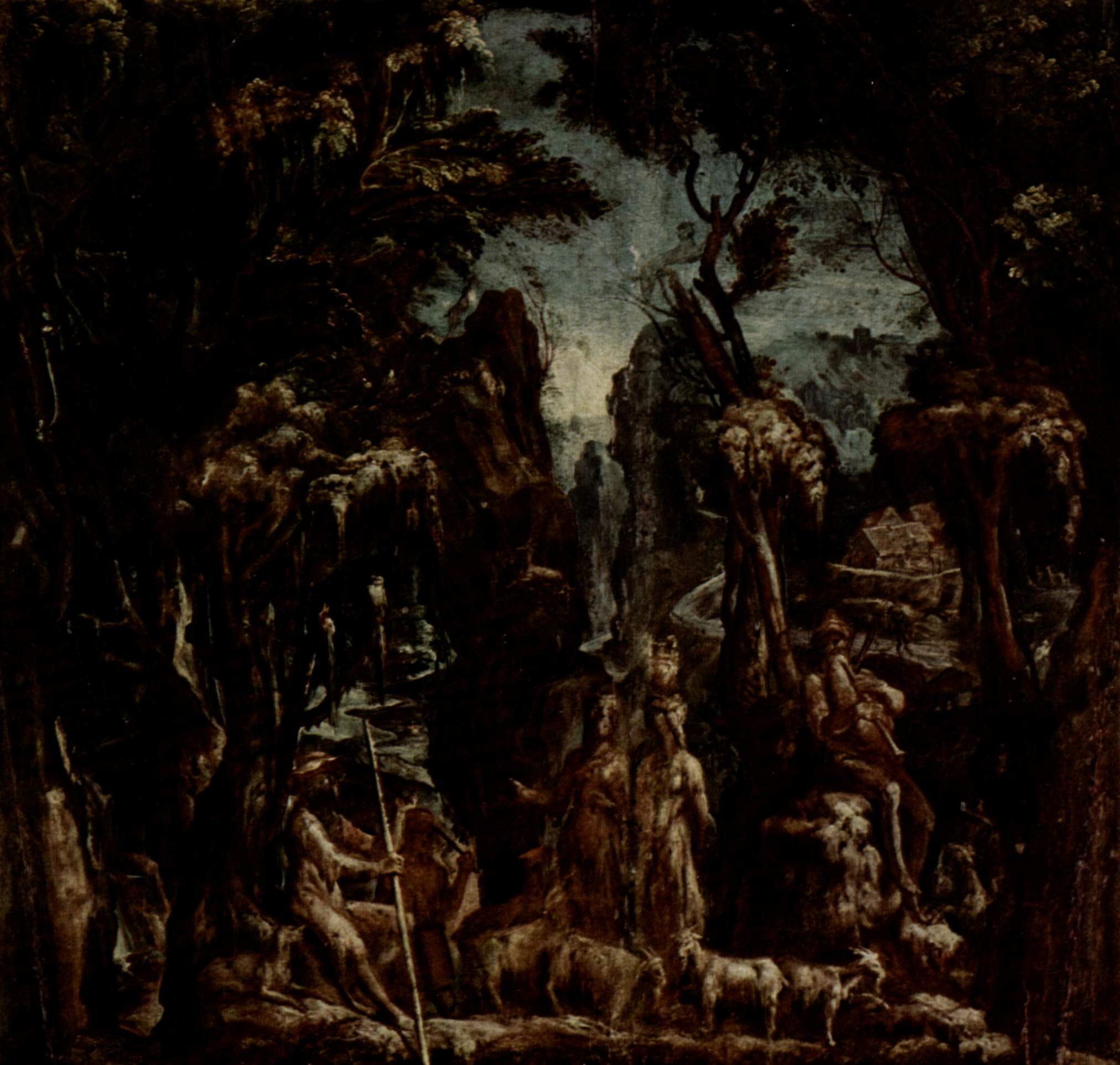
Giacomo Zanguidi, Paesaggio fantastico, 1570

Solo studi recenti hanno consentito di riconoscere la personalità e distinguere le opere di Bertoja da quelle del manierista bolognese Mirola, col quale è stato a lungo confuso.

## Biografia

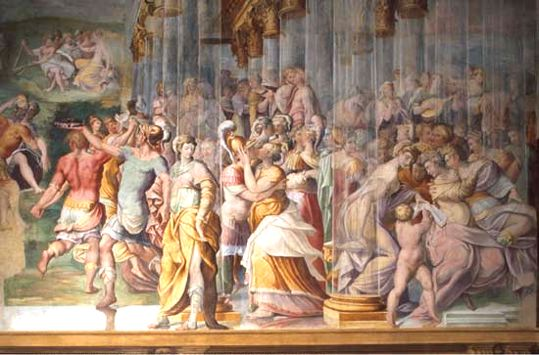
Affreschi del Palazzo del Giardino, Parma

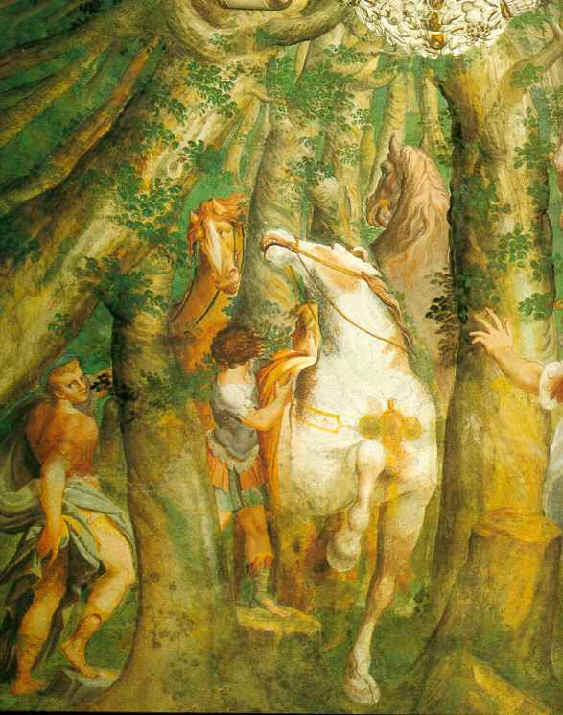
Armida inseguita da Rinaldo e Orlando, affreschi del Palazzo Ducale di Parma

Nacque a Parma, studiò sotto la guida di Sabatini a Bologna, ma subì il fascino e l'influenza soprattutto delle opere del Correggio e del Parmigianino, che frequentò la sua famiglia. Inoltre tenne in grande considerazione i lavori dei suoi conterranei come Lelio Orsi, come pure l'ispirazione narrativa di Nicolò dell'Abate e la profondità del Primaticcio e di Giulio Romano.
In una delle sue prime opere realizzate nel 1564 per conto della Compagnia di San Quirino, intitolata la Madonna della Misericordia, risultarono evidenti i contatti con la scuola bolognese di Nicola Sabbatini, Pellegrino Tibaldi, Orazio Samacchini. Queste opere celebravano l'ingresso di Maria del Portogallo in città dopo il suo matrimonio con Alessandro Farnese.
Due anni dopo seguirono la decorazione della cappella presso la Chiesa di san Domenico (Bologna) e i dipinti all'interno di una sala di palazzo Lalatta a Parma.
Nel 1568 prestò i suoi servigi ai Farnese e incominciò a lavorare a Roma, dove venne richiesto dal cardinale Alessandro, che lo contattò durante i suoi lavori eseguiti presso l'oratorio del Gonfalone in via Giulia (dove realizzò l'Entrata in Gerusalemme e la Cattura di Cristo) e fu indirizzato al Palazzo Farnese (Caprarola), dove la sua espressione pittorica raggiunse alti vertici nelle Sale della Penitenza, degli Angeli, dei Sogni e dei Giudizi, soprattutto nei temi paesaggistici influenzati dal fiammingo Bartholomäus Spranger.
Un altro esempio di purissima e originale arte Bertoja lo produsse nel Palazzo del Giardino (Parma) con una serie di affreschi, realizzati in combinazione con Mirola, nei quali rappresentò deliziose favole profane. Lavorò anche nel palazzo Borri di Parma (salone principale con scene di caccia e allegoriche) e nella rocca dei Rossi di San Secondo (grande sala detta "delle Gesta Rossiane").
Il suo stile pittorico influenzò numerosi artisti, tra i quali Pomponio Allegri, figlio di Correggio, Alessandro Mazzola, Giovanni Battista Tinti e Giulio Cesare Amidano.
Fu anche un incisore ed è noto come tale col nome di Jacopo da Parma (Jacobus parmensis), ma quasi tutti i suoi lavori in questo settore sono andati perduti.

## Opere principali

### Affreschi
- Affreschi sulla facciata del Palazzo del Comune, Parma (1566)
  -  Incoronazione della Vergine
- Affreschi della Cappella Pepoli di San Domenico, Parma (1566-68), in collaborazione con Prospero Fontana.
- Affreschi di Palazzo Lalatta, Parma (1566-68)
- Affreschi nella Sala delle Gesta Rossiane (quadri I, III, IV, V, IX, XII) della Rocca dei Rossi, San Secondo (1568)
- Affreschi del Palazzo del Giardino (1566-71)
- Affreschi dell'Oratorio di Santa Lucia del Gonfalone (1569-72)
- Affreschi di Palazzo Borri, Parma (1569-70)
- Affreschi del Palazzo Farnese di Caprarola (1572-74)

### Pittura su tela
- Madonna della Misericordia (1564, Galleria Nazionale, Parma), la sua prima opera documentata.
- Vergine con Bambino (Museo di Capodimonte, Napoli)
- Venere è guidata davanti al corpo di Adonis (Museo del Louvre, Parigi)
- Paesaggio fantastico (Galleria Nazionale d'Arte Antica, Roma)